# Zoltan Székessy

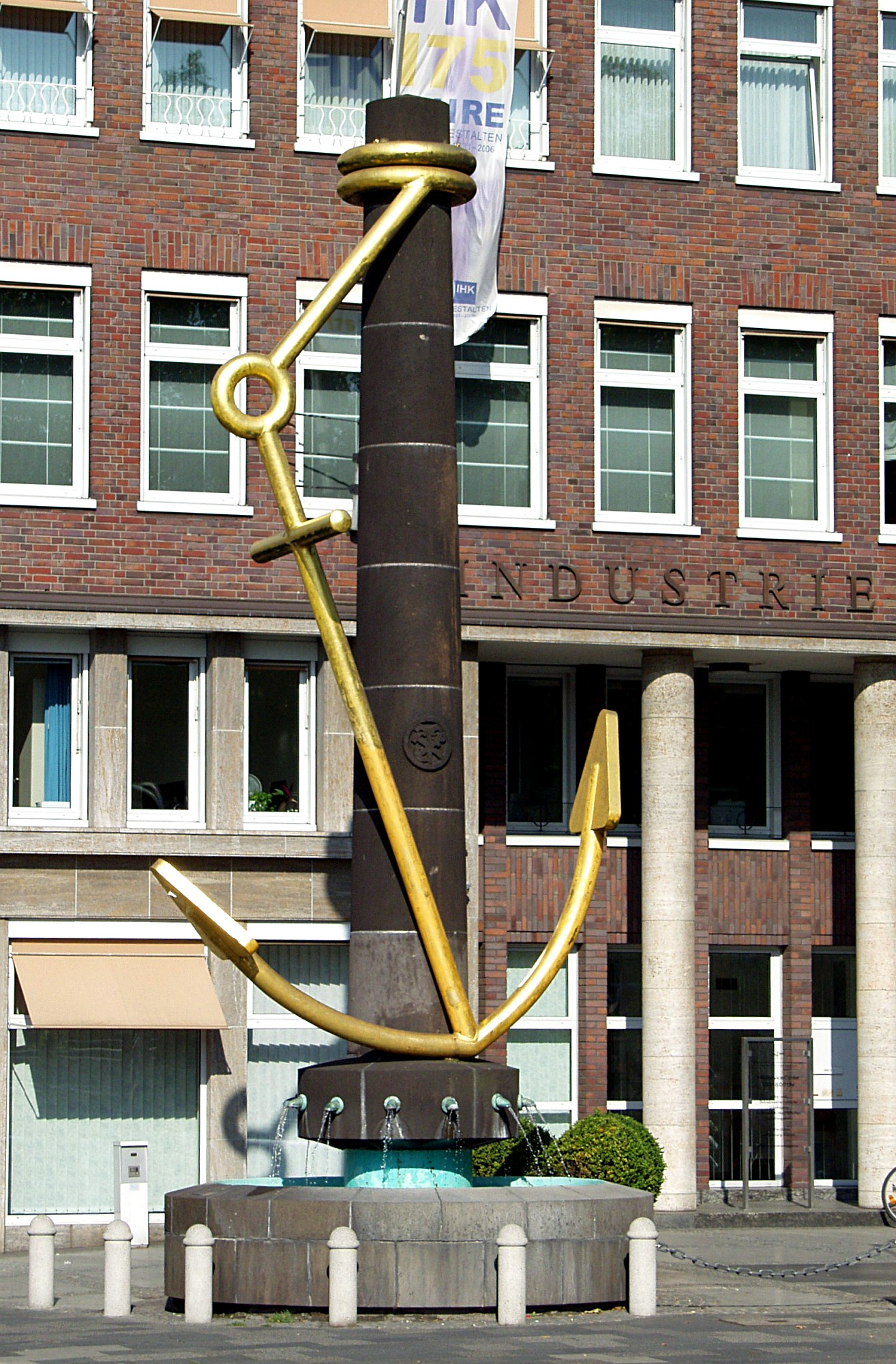
Ankerbrunnen vor der IHK in Duisburg (1958)

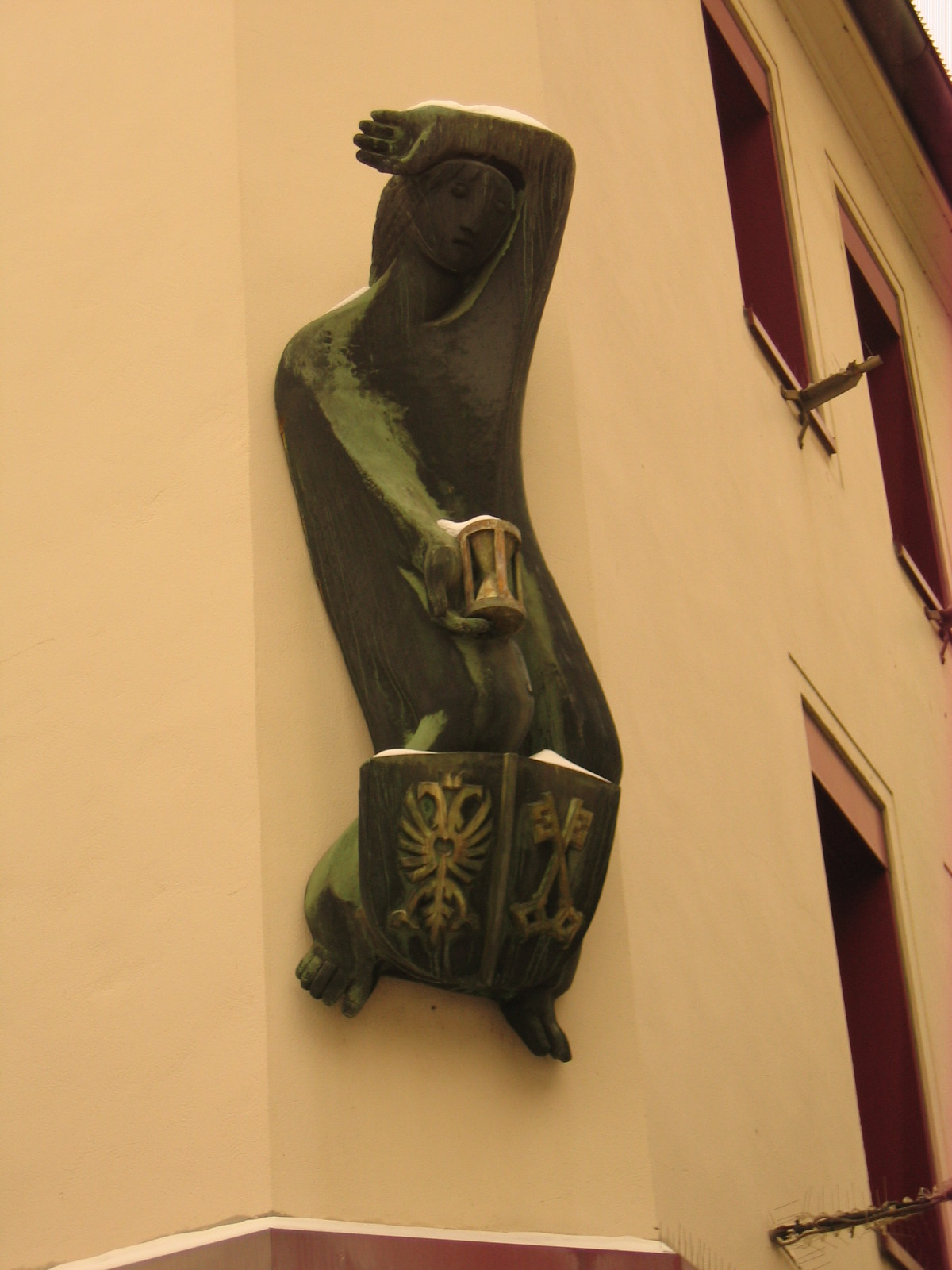
Genius der Zeit in Minden (1954)

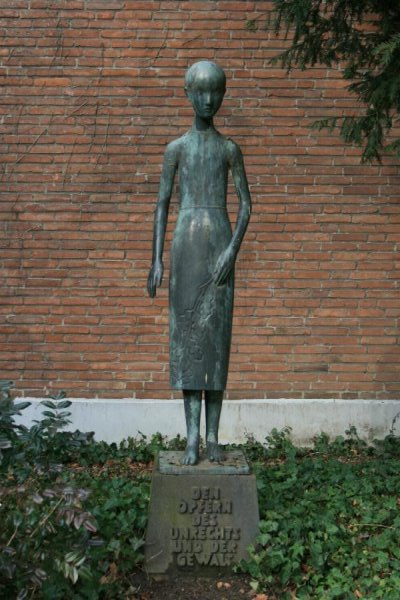
Ehrenmal für die Opfer des Faschismus in Viersen (1957)

Zoltan Székessy (* 7. März 1899 in Dombiratos, Königreich Ungarn; † 18. Dezember 1968 in Düsseldorf) war ein ungarisch-deutscher Bildhauer und Hochschullehrer an der Kunstakademie Düsseldorf.

## Leben und Werk
Nach dem Studium an der Freien Kunstschule in Budapest in den Jahren 1921–1922 studierte er bis 1927 an der Kunstakademie Düsseldorf bei Richard Langer, unterbrochen nur durch eine Ausbildung zum Holzschnitzergesellen in Budapest (1924–1926). Weitere Ausbildung erfuhr er 1927 an der Burg Giebichenstein Kunsthochschule Halle bei Gerhard Marcks und an der Kunstakademie München bei Bernhard Bleeker. Nach einer kurzen Zeit als freier Bildhauer in Budapest übersiedelte er 1929 endgültig nach Düsseldorf.
Seine Skulptur Sitzendes Kind entwarf er 1937 anlässlich der Reichsausstellung Schaffendes Volk in Düsseldorf für einen Brunnen in der Düsseldorfer Schlageter-Siedlung (heute Golzheimer Siedlung). Ursprünglich sollte er eine der zwölf Skulpturen an der Wasserachse im Nordpark gestalten, doch er musste seinen ursprünglichen, lukrativen Auftrag für die Plastik im Nordpark mit dem parteitreuen Künstler Ernst Gottschalk tauschen. 1939 wurde die Skulptur Sitzendes Kind von den Nationalsozialisten als entartet eingestuft. Székessy kaufte die Skulptur selbst zurück und bewahrte sie so vor dem Einschmelzen. Bevor die Stadt Düsseldorf die Plastik vor dem Krieg zurückkaufen konnte, wurde die Plastik aus dem Garten Székessys gestohlen und zerstört. 1963 fertigte die Stadt ein Duplikat an, das nun in der Golzheimer Siedlung an alter Stelle steht.
Nach dem Zweiten Weltkrieg lehrte er von 1952 bis 1964 als Professor an der Düsseldorfer Kunstakademie. Unter seinen Schülern waren Wolfgang Binding, Udo Meyer, Benno Werth und Hubert Löneke und Pieter Sohl.

## Ehrungen
- 1938: Cornelius-Preis der Stadt Düsseldorf
- 1956: Großer Kunstpreis des Landes Nordrhein-Westfalen
- 1964: Großes Bundesverdienstkreuz

## Werke (Auswahl)
- 1936/1937: Hirte für die Reichsausstellung Schaffendes Volk in Düsseldorf
- 1937: Knabe mit Taube in der Sächsischen Landesbibliothek in Dresden[4]
- 1937/1963: Brunnenfigur Sitzendes Kind in Düsseldorf[2]
- 1954: Genius der Zeit in Minden[5]
- 1959: Genius und Hydra, Mahnmal der Opfer des Widerstands gegen die nationalsozialistische Gewaltherrschaft in Herne
- 1957: Mahnmal für die Opfer des Nationalsozialismus in Viersen
- 1958: IHK-Brunnen in Duisburg (anlässlich der 15-Jahr-Feier der Industrie- und Handelskammer Duisburg)
- 1952–1953: Kanzel im Mindener Dom (zusammen mit Werner March; heute eingelagert)
- 1960: Wächter in der Eingangshalle des Historischen Rathauses in Düsseldorf (1,7 m hohe Bronzefigur)
- 1962: Vogel (Schwan) auf dem Friedensplatz in Oberhausen[6]
- 1968: Entwurf für das Rathausportal Düsseldorf
- Büste des ersten Bundespräsidenten Theodor Heuss im Foyer des Plenarsaals des Hessischen Landtags im Wiesbadener Stadtschloss